# Die Pforten der Wahrnehmung
Die Pforten der Wahrnehmung (The Doors of Perception), auch zusammen veröffentlicht mit dem Nachfolgeband Himmel und Hölle (Heaven and Hell), ist der Titel eines Essays des britischen Schriftstellers Aldous Huxley. Huxley beschreibt in diesem 1954 erschienenen Werk die Auswirkung des Psychedelikums Meskalin auf sein Bewusstsein und wirft einige philosophische Fragen auf, die zu Gedanken über Kunst, Paradiesvorstellungen und vielem mehr führen. 

## Inhalt
Huxley schildert zunächst seine Eindrücke nach der Einnahme von Meskalin, das ihm im Jahr 1953 von Humphry Osmond zur Verfügung gestellt worden war. Die sinnliche Wahrnehmung eines Blumenstraußes wurde so intensiv, dass Huxley ihn in seiner „Istigkeit“ (deutsch im Original) empfand und ihm Wörter wie „Gnade“ oder „Verklärung“ in den Sinn kamen. Zeit verlor ihre Bedeutung – nach ihr gefragt, antwortete er kurz dem Experimentator: „Sie scheint reichlich vorhanden zu sein.“ Er kommt dann zu folgenden theoretischen Überlegungen:

„Wenn ich über mein Erlebnis nachdenke, muss ich dem Philosophen C. D. Broad in Cambridge beipflichten, „dass wir gut daran täten, viel ernsthafter, als wir das bisher zu tun geneigt waren, die Theorie in Erwägung zu ziehen, die Bergson im Zusammenhang mit dem Gedächtnis und den Sinneswahrnehmungen aufstellte, dass nämlich die Funktionen des Gehirns, des Nervensystems und der Sinnesorgane hauptsächlich eliminierend arbeiten und keineswegs produktiv sind. Jeder Mensch ist in jedem Augenblick fähig, sich all dessen zu erinnern, was ihm je widerfahren ist, und alles wahrzunehmen, was irgendwo im Universum geschieht. Es ist die Aufgabe des Gehirns und des Nervensystems, uns davor zu schützen, von dieser Menge größtenteils unnützen und belanglosen Wissens überwältigt und verwirrt zu werden, und sie erfüllen diese Aufgabe, indem sie den größten Teil der Informationen, die wir in jedem Augenblick aufnehmen oder an die wir uns erinnern würden, ausschließen und nur die sehr kleine und sorgfältig getroffene Auswahl übriglassen, die wahrscheinlich von praktischem Nutzen ist.“ Gemäß einer solchen Theorie verfügt potentiell jeder von uns über das größtmögliche Bewusstsein (im Original: ‚…is potentially Mind at Large‘).“

In dieser Sichtweise ist es die Funktion der „Reduktionsfilter“, unserem alltäglichen Bewusstsein zu ermöglichen, sich auf die lebenswichtigen Informationen zu konzentrieren; gleichzeitig jedoch werden wir so dazu verleitet, die daraus in unserem Geist resultierende reduzierte Version der Welt mit dem tatsächlichen Universum zu verwechseln.
Des Weiteren schildert Huxley die Eindrücke, die einige Werke der bildenden Kunst und Musikstücke in ihm hervorriefen. Schließlich geht er auf die Möglichkeiten und Risiken ein, die die Einnahme von Halluzinogenen für die Gesellschaft haben könnten – etwa einen Einsatz in der Psychotherapie oder ihren Gebrauch anstelle der sonst üblichen Drogen. Er verweist darauf, dass die Native American Church Peyote in ihren Ritualen einsetzt und sich somit vorteilhaft von den „zivilisierten“ Völkern abhebt, bei denen der Konsum berauschender Substanzen keine spirituelle Bedeutung habe.

## Nachfolgeband
1956 veröffentlichte Huxley Himmel und Hölle (Heaven and Hell), in dem er die in Die Pforten der Wahrnehmung aufgeworfenen Themen vertiefte.

## Rezeption
Die beiden Bücher beeinflussten auch die Debatte um LSD, wenngleich Huxley erst nach der Veröffentlichung auch mit dieser Substanz experimentierte. Während LSD bis zu diesem Zeitpunkt als psychotomimetisch, eine Psychose vortäuschend, eingestuft wurde, sahen es zahlreiche Wissenschaftler nun als Auslöser einer möglicherweise therapeutisch nutzbaren mystischen Erfahrung. Fast alle Regierungen auf der Welt wirkten der raschen Verbreitung der Droge entgegen, die laut ihrem Entdecker Albert Hofmann nur unter ärztlicher Aufsicht und nach sorgfältiger psychischer Vorbereitung eingenommen werden sollte.
Der Titel des Buchs spielt auf ein Zitat von William Blake an:

„If the doors of perception were cleansed
 
everything would appear to man as it is, infinite.“

„Wenn die Pforten der Wahrnehmung gereinigt wären,
 
alles würde dem Menschen so erscheinen, wie es ist – unendlich.“

Auch der Titel des Nachfolgebandes nimmt Bezug auf The Marriage of Heaven and Hell von Blake.
Der Musiker Jim Morrison soll von dem Buch dazu inspiriert worden sein, seine neu gegründete Band The Doors zu nennen.

## Ausgaben
- The Doors of Perception. (Memento vom 27. Dezember 2019 im Internet Archive) Chatto & Windus, 1954
- Heaven and Hell. Chatto & Windus, 1956
- Die Pforten der Wahrnehmung. Meine Erfahrung mit Meskalin. Piper, München 1954; Neuausgabe 1964
- Himmel und Hölle. Piper, München 1957
- Die Pforten der Wahrnehmung & Himmel und Hölle. Serie Piper 6. Piper, München 1970, ISBN 3-492-01853-X; später ISBN 3-492-20006-0